# 圣住寺站
聖住寺站（：／ Seongjusa yeok */?）是位于韩国庆尚南道昌原市城山区聖住洞的一座鐵路站，属于镇海线。

## 历史
- 1926年11月11日 - 落成使用。

## 相鄰車站
韓國鐵道公社
鎮海線
南昌原－聖住寺－慶和